# Campionati del mondo di atletica leggera 1991 - Maratona femminile
La maratona femminile dei Campionati del mondo di atletica leggera 1991  si tenne il 25 agosto con partenza e arrivo all'interno dello Stadio Olimpico di Tokyo, in Giappone.
La gara é cominciata alle ore 19:00.

## Podio
| Pos.    | Atleta            | Nazionalità | Tempo   |
| ------- | ----------------- | ----------- | ------- |
| Oro     | Wanda Panfil      | Polonia     | 2h29'53 |
| Argento | Sachiko Yamashita | Giappone    | 2h29'57 |
| Bronzo  | Katrin Dörre      | Germania    | 2h30'10 |

## Situazione pre-gara

### Record
Prima di questa competizione, il record del mondo (RM) e il record dei campionati (RC) erano i seguenti.
| Record                | Prestazione | Atleta                      | Data                                 | Competizione       |
| --------------------- | ----------- | --------------------------- | ------------------------------------ | ------------------ |
| Record mondiale       | 2h21'06"    | Ingrid Kristiansen Norvegia | 21 aprile 1985 Londra, Gran Bretagna | Maratona di Londra |
| Record dei campionati | 2h25'17"    | Rosa Mota Portogallo        | 1º settembre 1987 Roma, Italia       | Mondiali 1987      |

### Campioni in carica
I campioni in carica a livello olimpico e mondiale erano:
| Campione | Atleta               | Prestazione | Data                                | Competizione         |
| -------- | -------------------- | ----------- | ----------------------------------- | -------------------- |
| Olimpico | Rosa Mota Portogallo | 2h25'40"    | 23 settembre 1988 Seul, Stati Uniti | Giochi olimpici 1988 |
| Mondiale | Rosa Mota Portogallo | 2h25'17"    | 1º settembre 1987 Roma, Italia      | Mondiali 1987        |

### La stagione
Prima di questa gara, gli atleti con le migliori tre prestazioni dell'anno erano:
| Pos. | Atleta                            | Prestazione | Data                                 |
| ---- | --------------------------------- | ----------- | ------------------------------------ |
| 1    | Rosa Mota Portogallo              | 2h26'14"    | 21 aprile 1991 Londra, Gran Bretagna |
| 2    | Francie Larrieu Smith Stati Uniti | 2h27'35"    | 21 aprile 1991 Londra, Gran Bretagna |
| 3    | Katrin Dörre Germania             | 2h27'43"    | 27 gennaio 1991 Osaka, Giappone      |

## Risultati
| Pos.    | Atleta              | Nazione          | Tempo   | Note             |
| ------- | ------------------- | ---------------- | ------- | ---------------- |
| Oro     | Wanda Panfil        | Polonia          | 2h29'53 |                  |
| Argento | Sachiko Yamashita   | Giappone         | 2h29'57 |                  |
| Bronzo  | Katrin Dörre        | Germania         | 2h30'10 |                  |
| 4       | Yuko Arimori        | Giappone         | 2h31'08 |                  |
| 5       | Maria Rebelo        | Francia          | 2h32'05 |                  |
| 6       | Kamila Gradus       | Polonia          | 2h32'09 |                  |
| 7       | Manuela Machado     | Portogallo       | 2h32'33 |                  |
| 8       | Ramilya Burangulova | Unione Sovietica | 2h33'00 |                  |
| 9       | Iris Biba           | Germania         | 2h33'48 |                  |
| 10      | Sally Ellis         | Gran Bretagna    | 2h35'09 |                  |
| 11      | Sally Eastall       | Gran Bretagna    | 2h36'16 |                  |
| 12      | Kumi Araki          | Giappone         | 2h38'27 |                  |
| 13      | Joy Smith           | Stati Uniti      | 2h39'16 |                  |
| 14      | María Trujillo      | Stati Uniti      | 2h39'28 |                  |
| 15      | Fabiola Rueda       | Colombia         | 2h41'51 |                  |
| 16      | Sissel Grottenberg  | Norvegia         | 2h43'11 |                  |
| 17      | Franziska Moser     | Svizzera         | 2h44'07 |                  |
| 18      | Pascaline Wangui    | Kenya            | 2h45'22 |                  |
| 19      | Ena Guevara         | Perù             | 2h48'53 |                  |
| 20      | Françoise Bonnet    | Francia          | 2h48'57 |                  |
| 21      | Cornelia Melis      | Aruba            | 2h58'18 |                  |
| 22      | Yi-Lo Man           | Hong Kong        | 2h59'39 |                  |
| 23      | Gina Coello         | Honduras         | 2h59'54 | Record nazionale |
| 24      | Graciela Caizabanda | Ecuador          | 3h00'03 |                  |
| —       | Chen Qingmei        | Cina             | dnf     |                  |
| —       | Aurora Cunha        | Portogallo       | dnf     |                  |
| —       | Joke Kleijweg       | Paesi Bassi      | dnf     |                  |
| —       | Veronique Marot     | Gran Bretagna    | dnf     |                  |
| —       | Ludmila Melicherová | Cecoslovacchia   | dnf     |                  |
| —       | Rosa Mota           | Portogallo       | dnf     |                  |
| —       | Márcia Narloch      | Brasile          | dnf     |                  |
| —       | Dorthe Rasmussen    | Danimarca        | dnf     |                  |
| —       | Anna Villani        | Italia           | dnf     |                  |
| —       | Tatyana Zuyeva      | Unione Sovietica | dnf     |                  |
| —       | Laura Fogli         | Italia           | dnf     |                  |
| —       | Valentina Yegorova  | Unione Sovietica | dnf     |                  |
| —       | Gordon Bloch        | Stati Uniti      | dnf     |                  |
| —       | Isabel Canto        | Guatemala        | dnf     |                  |
| —       | Sandra Natal        | Rep. Dominicana  | dnf     |                  |